# Mokra robota (film 1996)
Mokra robota (ang. Curdled) – amerykański film z gatunku czarnej komedii wyreżyserowany przez Reba Braddocka w 1996 roku. Film opowiada historię kolumbijskich imigrantów. Jest to remake krótkiego filmu z 1991 roku o tej samej nazwie i tego samego reżysera.

## Obsada
- Lois Chiles – Katrina Brandt
- Bruce Ramsay – Eduardo
- Barry Corbin – Lodger
- Angela Jones – Gabriela
- William Baldwin – Paul Guell
- Mel Gorham – Elena
- Carmen López – Lourdes
- Vivienne Sendaydiego – Eva
- Sandra Thigpen – Grace
- Lupita Ferrer – Marie Clement
- Kelly Preston – Kelly Hogue
- Daisy Fuentes – Clara

i inni.